# Многовершинний
Многоверши́нний (рос. Многовершинный) — село у складі Ніколаєвського району Хабаровського краю, Росія. Адміністративний центр та єдиний населений пункт Многовершинного міського поселення.

## Населення
Населення — 2324 особи (2010; 2801 у 2002).